# Макарий Неврокопски
Макарий е висш български православен духовник, неврокопски митрополит на Българската екзархия от 1916 до 1934 година.

## Биография
Роден е със светското име Марин Стамов на 21 ноември 1876 година в търновското село Драгижево. Първоначално образование получава в родното си село, а пети прогимназиален клас - в българската гимназия „Д-р Петър Берон“ в град Одрин. Учи в Търновското духовно училище и в Самоковското духовно училище, което завършва в 1897 година и през есента на същата година това със стипендия на Светия синод започва да учи Киевската семинария. От септември 1900 година учи в Санктпетербургската духовна академия, която завършва в 1904 година със степен доктор на богословието.
От 1 септември 1904 година до 1 март 1909 година е учител-възпитател в Софийската семинария. На 25 октомври 1904 година в семинарския храм „Свети Йоан Рилски“ е постриган в монашество с името Макарий. На 31 януари 1905 година е ръкоположен в йеродяконски чин, а на 2 февруари за йеромонах. Макарий сътрудничи на „Християнска мисъл“ и на „Църковен вестник“ с текстове по теми от църковно-обществения живот и с нравствено-богословски характер. Член е на комисията по преглеждането на Библията, както и автор на учебника по Литургика за пети клас по Нестеровски (София, 1906), учебника по Свещено Писание за втори и трети семинарски клас и преводач на учебника по Омилетика (Църковно красноречие ) от Певницки (София, 1912). Също така е и участник в превода на учебника по Догматическо богословие от епископ Силвестър в три тома (София, 1912; 1913; 1914).
На 1 март 1909 година йеромонах Макарий е назначен за протосингел на Светия Синод, която длъжност изпълнява до 1 септември 1912 година. На 22 март 1909 година е възведен в архимандритско достойнство. На 1 септември 1912 година отново се връща в семинарията, като неин ректор до 17 април 1916 година. Изявява се като добър администратор.
На 21 юни 1915 година е избран за неврокопски митрополит, но поради смъртта на екзарх Йосиф I Български каноническото му утвърждаване става едва на 27 март 1916 година. На 17 април 1916 година в столичния катедрален храм „Света Неделя“ той е ръкоположен за неврокопски митрополит от наместник-председателя на Синода митрополит Партений Софийски, в съслужение с митрополит Герасим Струмишки и епископ Нишавски Иларион Нишавски.
Митрополит Макарий поема новоосвободената Неврокопска епархия и поставя началото на масовото храмостроителство. Възобновява множество разрушени или повредени храмове, а заедно с това се поставя и началото на строителството на много нови храмове и параклиси. Обновява клира и създава просветни и благотворителни фондове. В 1920 година, след загубата на Струмишко, към територията на Неврокопската епархия се присъединяват и градовете Мелник и Петрич. Макарий обикаля епархията си и поддържа духа на хилядите бежанци от Македония, заселени в нея.
Митрополит Макарий е член на Синода от 1930 година до 1934 година.
Умира на 7 юни 1934 година. Погребан е до катедралната църква „Св. св. Кирил и Методий и Свети Илия“ в Неврокоп.